# Pseudorupilia sepia
Pseudorupilia sepia là một loài bọ cánh cứng trong họ Chrysomelidae. Loài này được Grobbelaar miêu tả khoa học năm 1995.